# Centro storico di Penne
La pagina illustra il centro storico di Penne, che rappresenta l'area maggiormente abitata del Comune in provincia di Pescara, suddiviso in più strati e colli. Esso è suddiviso in 6 quartieri, che annualmente si sfidano in una rievocazione storica detta "Palio dei Rioni".

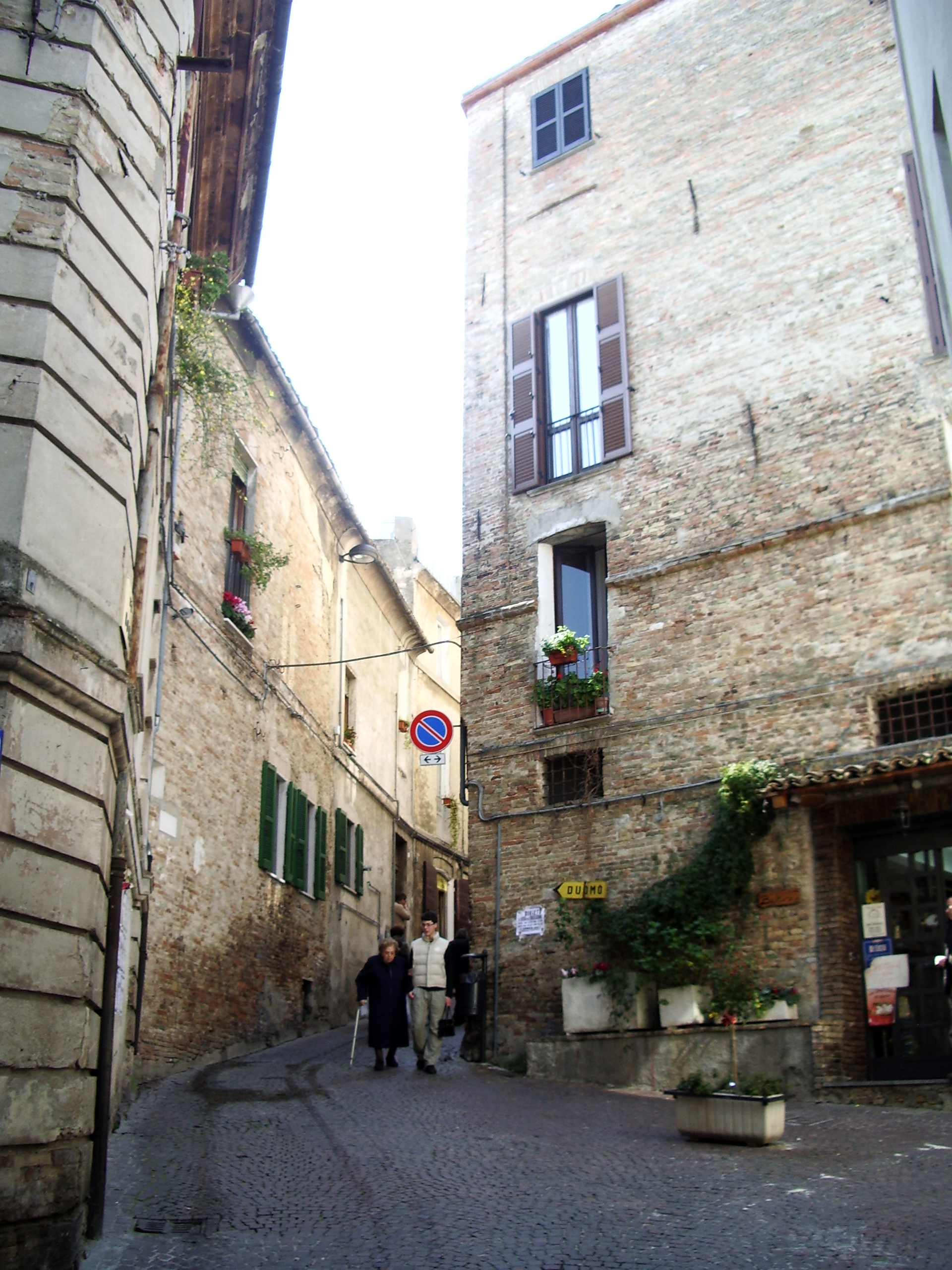
Scorcio del centro storico, ingresso dal Colle Sacro al Corso Emilio Alessandrini

## Storia

### Dalle origini al Medioevo
Le origini dell'abitato italico risalgono alla conquista dei Vestini, esso è citato da Strabone nella "Geografia" come Pinna Vistinorum, per l'altezza e l'asprezza del colle. Lo storico Tito Livio inoltre parla della popolazione sannita stanziata in questi luoghi intorno al 326-325 a.C., citando le vicende delle guerre sannitiche contro Roma. Il territorio in questi anni fu occupato dal console Giulio Bruto Scevola, e i Vestini dovettero stipulare insieme gli Italici un patto di alleanza con Roma. Dopo la definitiva conquista nell'88 a.C. da parte di Roma, Pinna venne inserita da Augusto nella "Regio IV del Sannio", con i confini presso Interamnia Praetuttiorum (Teramo) nella Regione V Picena.

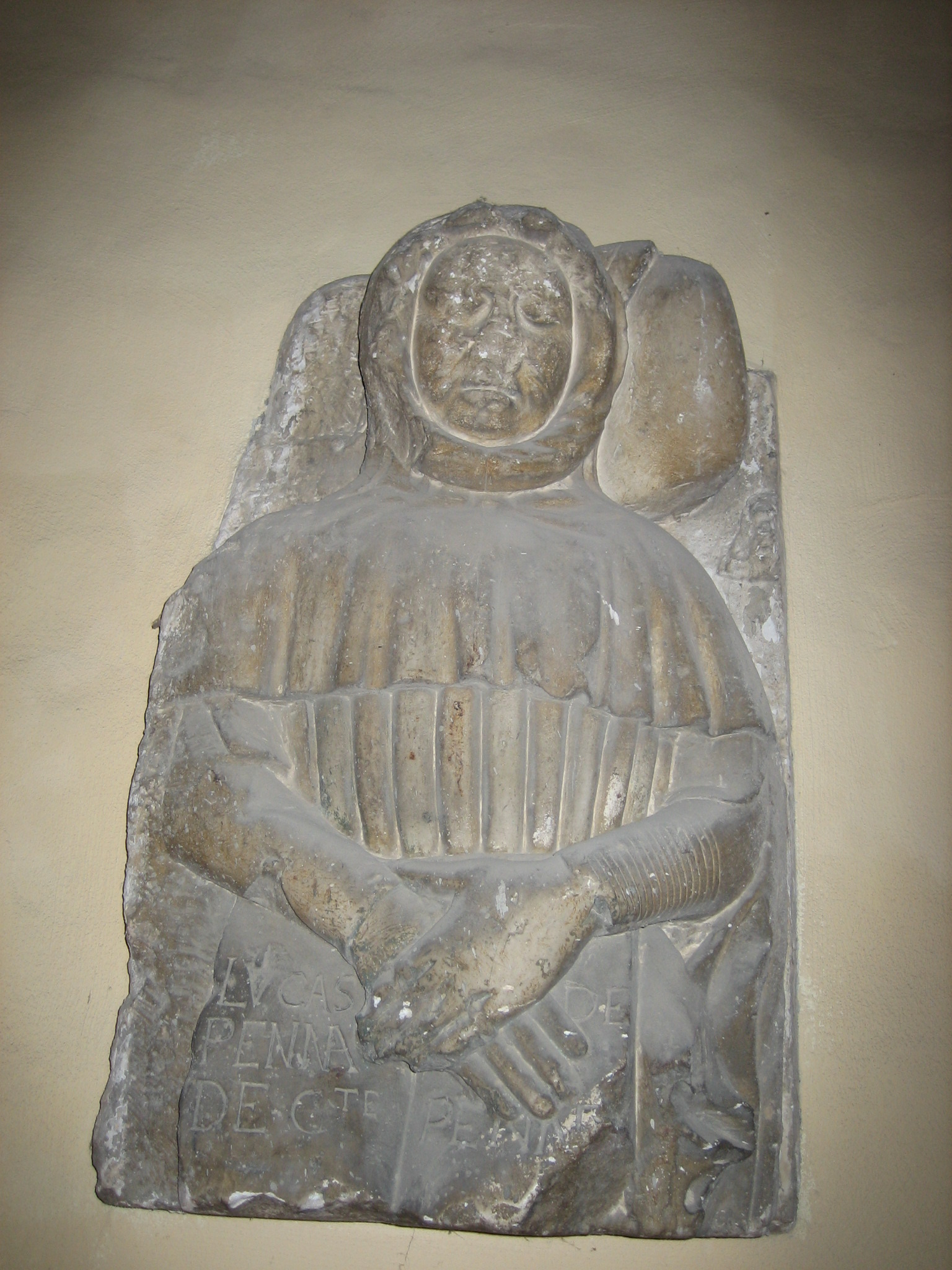
Bassorilievo del sepolcro del giurista Luca da Penne, conservata all'interno del Municipio

Dell'abitato italico si conserva molto poco a causa dei vari rifacimenti della città, durante la conquista Longobarda nell'VIII secolo Penne divenne sede di una gastaldia o contea. Nel 773 all'arrivo di Carlo Magno, Penne fu investita di una provincia autonoma dai feudi in possesso dei due monasteri di Montecassino e Farfa, e inoltre godette di vari benefici per l'istituzione della diocesi Vestina. Con la visita di Ludovico II il Giovane, nell'874 fu firmato un documento di concessione all'appena nata abbazia di San Clemente a Casauria, in cui una parte di Penne sarebbe rientrata sotto la sua giurisdizione. Tali possedimenti furono rinnovati con l'imperatore Ottone I di Sassonia nel 968, poi con Papa Pasquale nel 1110 e con Ruggero I di Sicilia nel 1127, quando Penne fu occupata dai Normanni. Della loro presenza oggi si conserva solo una torre di guardia, situata presso Porta San Francesco.
Penne tuttavia, prima dell'arrivo di Federico II di Svevia nel 1223 circa, conservò l'istituzione della provincia o gastaldia, avendo confini a nord col fiume Vomano, a est con il mare, presso il porto di Aterno (Pescara), e a sud col fiume Aterno-Pescara. Inoltre vi erano contese tra il potere spirituale esercitato dal vescovo, e quello temporale esercitato dal conte o barone di turno di stirpe normanna. All'epoca svevo-angioina (XIII secolo) risale la riedificazione delle mura medievali, difese da ben quattro piccoli castelli, che sorgevano sui crinali dei 4 colli: Cappuccio, Castello, Colle Romano e Roccabruna, dove venne edificato sin dall'VIII secolo il Duomo di San Massimo, rifatto daccapo però nel XIII secolo. Purtroppo questi castelli oggi non sono pervenuti, e di essi rimane solo la testimonianza della poderosa torre campanaria del Duomo, in cima al colle, che divenne il centro spirituale della cittadina.

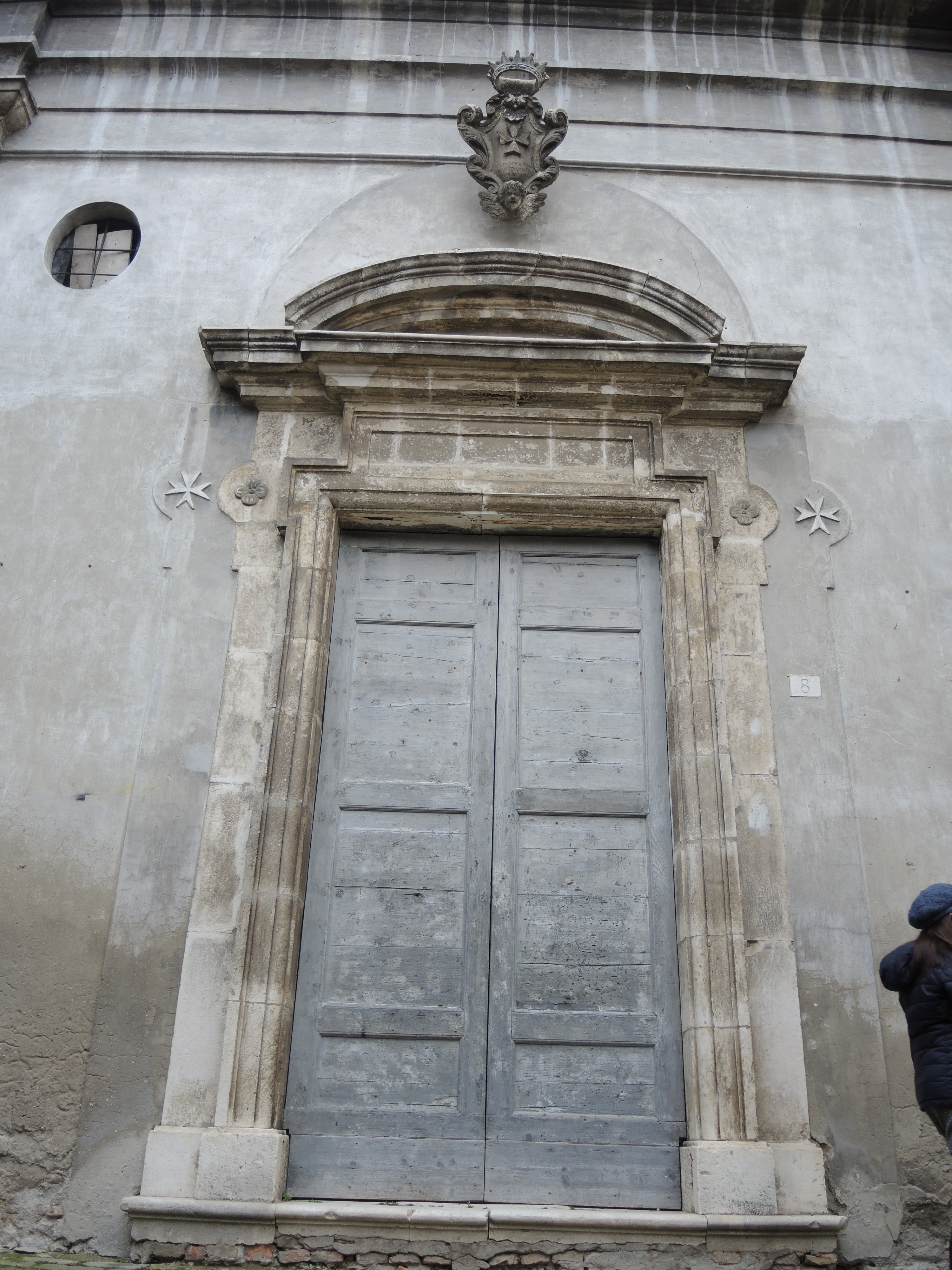
Portale di San Giovanni Gerosolimitano, con lo stemma dell'Ordine di Malta

### L'Ordine dei Cavalieri di Malta di San Giovanni
Di particolare interesse a Penne è l'istituzione dell'Ordine dei Cavalieri di Malta nel monastero di San Giovanni Gerosolimitano delle monache Femmine. Queste monache entrarono a Penne per volere dei conti Trasmundi agli inizi del XIII secolo, ed edificarono il primo monastero fuori le mura. Il monastero però nel 1436 fu distrutto da Giacomo Caldora durante la persecuzione dei signori che si ribellavano al sovrano Alfonso I d'Aragona ed a Giovanna II d'Angiò. Caldora, capitanando una schiera di Aquilani, a lui fedeli per il partito angioino, saccheggiarono la città bruciandola, non vennero risparmiati nemmeno il monastero di San Giovanni Gerosolimitano e quello di San Francesco d'Assisi, fondato appena fuori Porta San Francesco dal santo stesso, venuto nel 1216 in città per sanare una disputa tra vescovo e signori.
Il monastero fu dunque riedificato dentro le mura nel rione di Piazza, le monache continuarono a dedicarsi all'attività di assistenza agli infermi e agli indigenti. Nel 1523 le Gerosolimitane ottennero da Giuliano De Rodolphis, Gran Priore dell'ordine di Malta, il permesso di edificare il monastero, adiacente alla chiesa dell'Annunziata. I lavori terminarono nel 1701, come descritto anche da Anton Ludovico Antinori, che video una competizione di potere tra le monache di San Giovanni e quelle di Santa Chiara d'Assisi a Porta da Capo per ingrandire e abbellire i conventi. Dopo la soppressione dell'Ordine nel 1816, il convento è stato sconsacrato, adibito dapprima a Istituto d'Arte, poi a sezione distaccata del Tribunale di Pescara. La chiesa ugualmente è stata sconsacrata nella seconda metà del Novecento, per fortuna le opere ivi custodite sono state trasferite nel Museo civico diocesano "G. Leopardi", presso il Duomo. Consistono in tele del XVII secolo di Samberlotti, del XVIII secolo di Paola Gamba e Antonio Zanchi, una Pietà lignea del XVI secolo.
La chiesa è caratterizzata dalla presenza di croci dei Cavalieri di Malta scolpite sia all'esterno che all'interno, il progetto dell'impianto è attribuito a Giovan Battista Gianni, per la particolarità degli stucchi interni e gli ornamenti barocchi a pennacchi. Ha pianta a croce greca coperta da cupola centrale, con braccio d'ingresso allungato, con due cappelle laterali.

### Dallo Stato Farnesiano a oggi

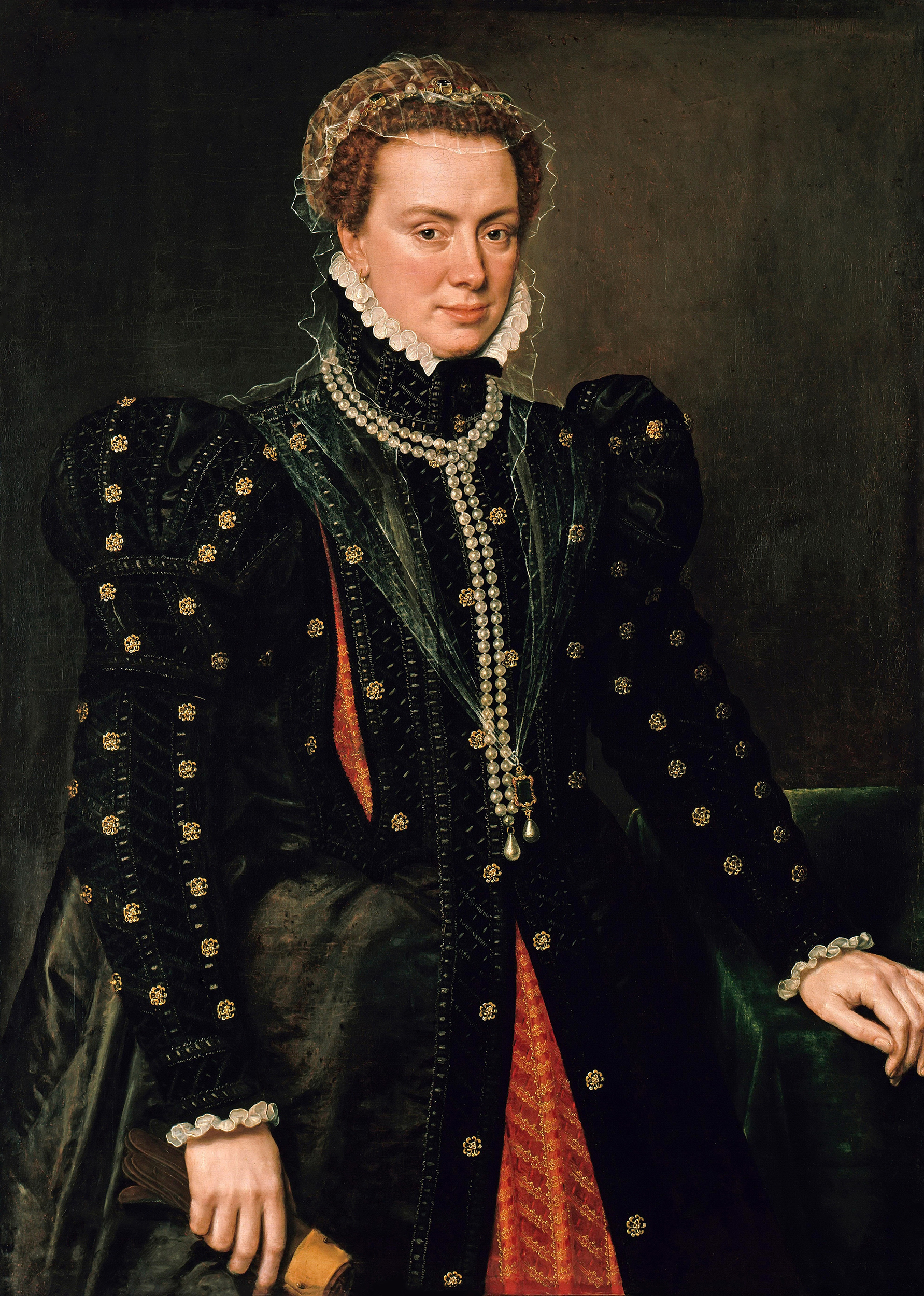
Margherita d'Austria

Penne dopo la quasi distruzione del 1436 ad opera di Giacomo Caldora e degli Aquilani, nei primi anni del XVI secolo fu infeudata quando a Napoli si installò il viceregno spagnolo di Carlo V. Penne fu venduta ad Alessandro De Medici, che a sua volta la dette a Ottavio Farnese, signore di Sulmona e marito di Margherita d'Austria, figlia di Carlo V. I due coniugi amministrarono con visione illuminata i possedimenti abruzzesi di Ortona, L'Aquila, San Valentino, Penne, Campli, si accordarono in città con la famiglia degli Scorpioni per realizzare un palazzo di rappresentanza, e importarono un programma di rinnovamento stilistico della città, che si avvalse soprattutto dell'uso del mattone cotto. La prosperità economica è citata anche dal frate Serafino Razzi nel Viaggi in Abruzzo (1600), poiché in quell'epoca la città entrò sotto il dominio delle due casate De Sterlich e Aliprandi, già presenti dal Cinquecento, ma anche in seguito ebbero modo di arricchirsi e garantire la stabilità economica, data soprattutto dalla presenza de fiumi, dai campi di ulivi e di grano.
Dopo i moti insurrezionali contro i francesi di Gioacchino Murat nel 1814 e contro Ferdinando II delle Due Sicilie nel 1837 per la rivolta di Clemente De Caesaris, Penne fu istituita di un distretto a sé nella provincia d'Abruzzo Ulteriore I (capoluogo Teramo), confinante col distretto di Città Sant'Angelo, e dotata di un tribunale penale. Nel 1860 col plebiscito, entrò nel Regno d'Italia, e nel 1927 con la riforme amministrative fasciste, Penne entrò con Città Sant'Angelo nella nuova provincia di Pescara, che ne divenne capoluogo. Durante la seconda guerra mondiale nel 1943-44, a Penne si registrarono bombardamenti alleati che colpirono il Duomo e Piazza Luca da Penne, distruggendo il teatro civico e il campanile del convento di San Domenico.

### San Massimo Levita
Il patrono di Penne è San Massimo d'Aveia, patrono anche dell'Aquila, vissuto nel III-IV secolo d.C., nacque e visse nella cittadina di Aveia (oggi comune di Fossa), nella biografia agiografica di Giovanni De Caesaris, il soldato romano, avendo abbracciato la fede cattolica, venne rinchiuso in prigione e torturato dal procuratore Cerso, che pensò di farlo abiurare offrendogli in sposa sua figlia. Al suo rifiuto, Massimo venne ancora torturato, e infine annegato sul fiume Aterno scaraventato dalla rupe del colle con una pietra legata al collo. La tradizione vuole che Massimo morì il 7 maggio 306, il fiume riportò il corpo sino alla foce verso Aterno, e venne raccolto e sepolto nella chiesetta di San Comizio presso Castiglione di Pescara. Nell'anno 868 il corpo fu riesumato e traslato a Penne sul Colle Sacro, sepolto presso il Duomo di Santa Maria degli Angeli, che da allora prese la seconda intitolazione.
Nei Capitoli del 1504 del vescovo Giambattista Valentini di Cantalice, la festa patronale si celebrava la prima domenica di maggio, ciò è confermato anche nei documenti comunali e della Cattedrale. In onore del santo si celebravano nella città i palii, simili a quelli di Siena, che consistevano nella cavalcata di poche persone scelte, vestite con costumi speciali, accompagnate da strumenti musicali, che dovevano sfidarsi in duelli a cavallo con lance. Le spese erano sostenute dal Notaio dei Capitoli, dal Camerario, dal Giudice, dall'Erario e dal Capitano di Guardia della città, e nei giorni di festa i lavoratori e gli artigiani erano esentati dalle fatiche. Il busto di San Massimo Levita oggi si trova nel Museo diocesano, collocato ivi dalla Cattedrale, è stato realizzato nel XVI secolo su commissione della Congrega della Misericordia, e venne incaricato lo scultore Giuseppe di San Martino, lo stesso che realizzò la statua patronale di San Zopito a Loreto Aprutino (PE). La statua fu scolpita con ricercata raffinatezza in argento, con sfumature in oro e poi venne cesellata con pregio da altri artisti. Aveva la base pesante in ottone, con angioletta che reggeva tra le mani la città di Penne, rappresentata da 4 punti architettonici: Cattedrale, Porta San Francesco, la cinta muraria e la chiesa di San Giovanni Evangelista. La statua fu rubata nel 1982 e fu sostituita da una in legno del XVII secolo, dotata di reliquiario; il santo regge nella destra il vecchio ospedale della Misericordia e la chiesetta di Santa Maria della Libera presso Porta Marzia. La statua fu messa nell'ospedale dalla Congrega di San Massimo presso la chiesa della Madonna della Libera, poi spostata nel Municipio e nella Cattedrale, presso la cappella del Marchese Castiglione, dove rimase sino al 1932

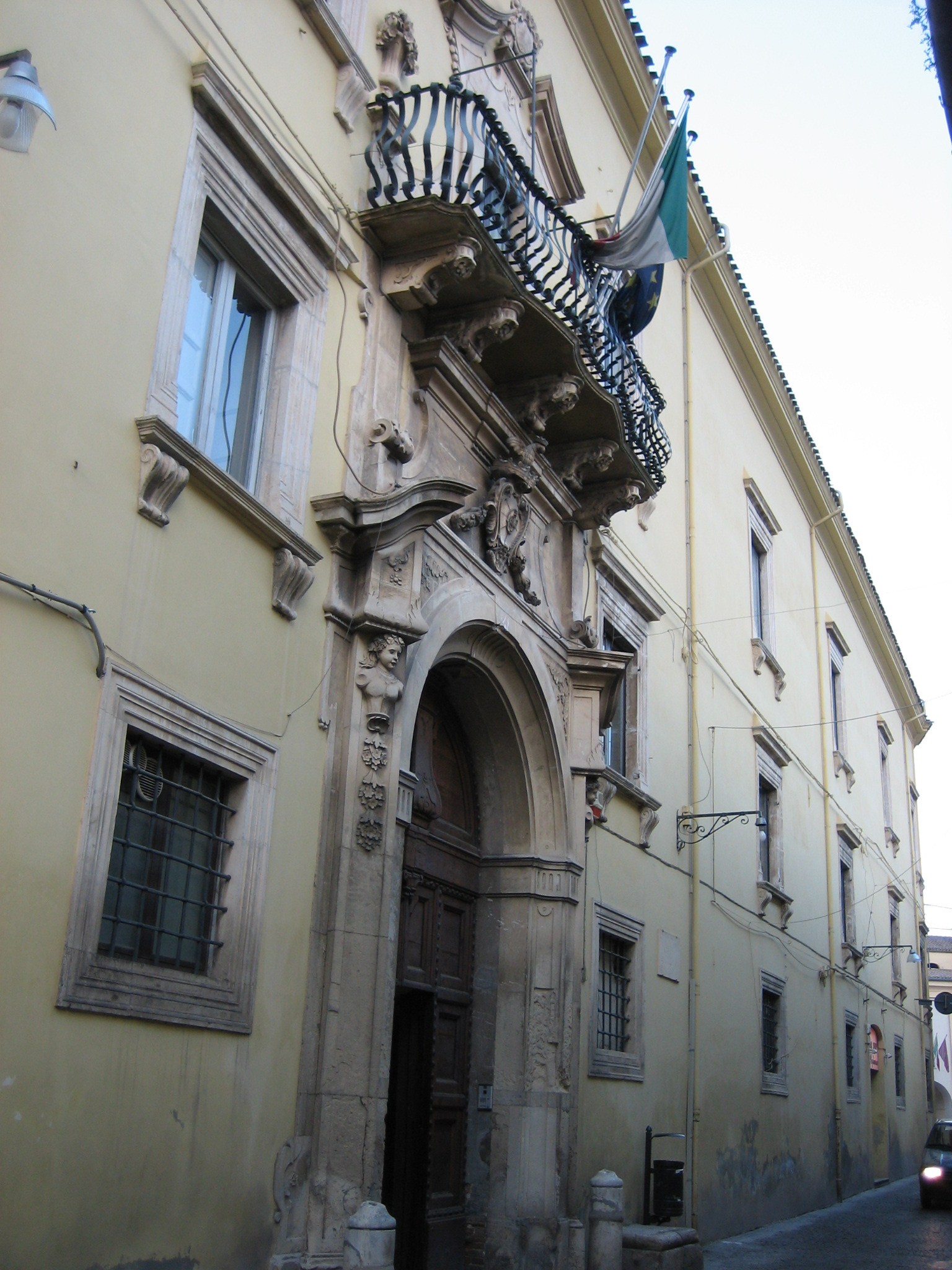
Palazzo Aliprandi

## Tradizioni ed eventi

### Palio dei Rioni
La festa si celebra in agosto, e si tratta di una rievocazione storica dei Palii che si celebravano in onore di San Massimo. La città di Penne essendo divisa in 6 rioni (Porta da Capo, Rione di Mezzo, Porta da Piedi, San Comizio, San Paolo, la Piazza), pare che, stando alla leggenda riportata dallo storico Alfonso Ceccarelli, ripresa anche da Serafino Razzi nei Viaggi negli Abruzzi, fosse stata dotata di un'investitura dal principe Siriaco Itarco che governò durante l'epoca bizantino-longobarda. Il pretore ebbe due figlie: Rocca e Bruna ambedue gemelle, che si sistemarono in una villa sul colle omonimo Roccabruna, mentre il resto della famiglia andò ad abitare su Colle Sacro e Colle Castello. I figli dei Bruna appartennero alla dinastia dei Rocca che pare avessero rifondato daccapo Penne, che entrò subito in rivalità con la cittadina vecchia.
Per evitare la guerra civile, il vescovo di Penne organizzò la Giostra dei Sei Rioni, dove attraverso giochi e sfide a cavallo si affrontavano i cavalieri delle due città. Per la regina Rocca scendevano in campo il rione San Comizio, il San Paolo e Rione da Piazza; per la regina Bruna si affrontavano il rione Da Capo, il rione di Mezzo e il rione da Piedi. Chi vinceva avrebbe ricevuto il Gonfalone nel Duomo.
Nella rievocazione storica moderna, la festa dura tre giorni, la gara prende il via con il Palio degli Scacchi viventi, dopo che le due principesse Rocca e Bruna sono scese in corteo dai due rispettivi Colli. Successivamente viene il Palio degli Asini e dello spettacolo Crusuader, durante il quale i cavalieri si sfidano a duello. Il giorno seguente c'è il Palio della Cuccagna con lo spettacolo itinerante "Re e cavalieri", con sfilata di sbandieratori e signori in costume. Avviene la rievocazione della disfida di Barletta, con apertura delle locande antiche e degustazione.

### Processione del Cristo Morto

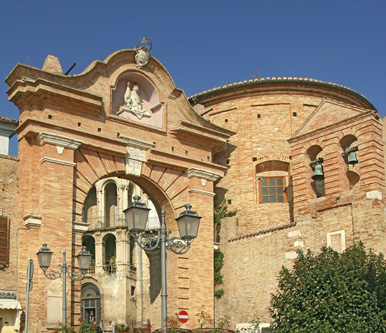
Porta San Francesco e chiesa di San Nicola

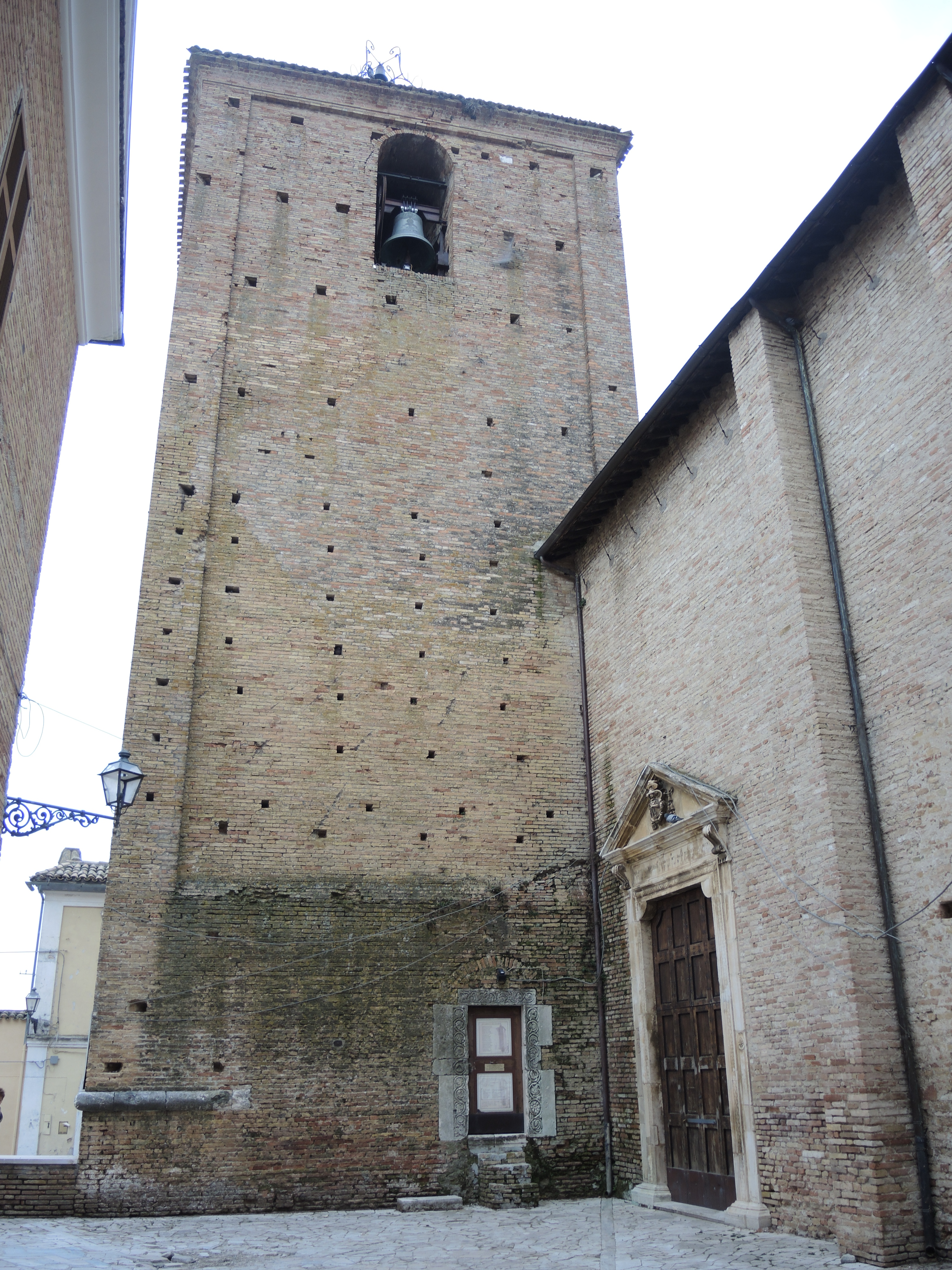
Torre del Duomo

La processione è tra le più antiche dell'Abruzzo, insieme a quella di Chieti, e si svolge nell'ambito dei preparativi sacri della Settimana Santa. Citata ufficialmente dagli storici a partire dal 1570, venne istituita dal Cappuccini frate Girolanio da Montefiore per ridare nuovo ardore alla Confraternita del Monte di Pietà, avente sede nella chiesa dell'Annunziata, il quale trasformò l'altare maggiore con lo scenario del Golgota dove venne crocifisso Gesù. La mattina del Venerdì santo ancora oggi l'altare maggiore viene addobbato a lutto con l'esposizione della tela ritraente l'ascesa al Golgota, i confratelli prelevano dalla Cattedrale la statau dell'Addolorata, portandola nella chiesa lungo il Corso Alessandrini, dove si trova la statua del Cristo morto, prelevata dalla teca di vetro, e adagiata su una bara listata a lutto, lavorata in fili d'oro e argento, opera del XIX secolo di Vincenzo Alierà su disegno di Salvatore Colapietro. All'imbrunire, la processione prende avvio dalla chiesa, e si snoda per i due colli principali di Penne, accompagnata dalle penitenti, dai fedeli con delle candele, e dalla banda musicale all'intonazione del Miserere di Saverio Selecchy di Chieti.

## Centro storico
La città medievale è situata su due colli principali: Colle Sacro (area a sud-ovest col Duomo) e Colle Castello (a nord-est), circondata ancora dal perimetro murario in parte sufficientemente conservato. L'elemento che contraddistingue la muratura del centro è il mattone, utilizzato per gli esterni delle fortificazioni, degli accessi, degli esterni delle chiese e dei palazzi. Percorrendo le strade della città si possono facilmente notare il laterizio e i mattone infisso nelle facciate, sotto i tetti a coccio pesto, alternati nei palazzi nobiliari all'intonaco a vista o parziale che ricopre le cornici delle finestre e dei portali, o le intere facciate. Si notano ancora le lanterne in ferro battuto, poste davanti agli ingressi, come a quello della chiesa di Santa Chiara con l'ospedale vecchio, mentre davanti a case si trovano gli anelli in ferro battuto infissi nei muri, dove venivano legati gli animali. Nel vicolo Catena si trova la catena di ferro al quale era legato il Codice Catena, la prima legge scritta della città. Oggi il manoscritto originale del 1468 è conservato nell'Archivio municipale, e si tratta del primo codice di leggi civili e giuridiche riguardanti l'amministrazione sociale, economica e politica di Penne.
Sulla sommità di Porta San Francesco, accesso primario al centro, ai due lati si notano le bocche da fuoco per respingere gli assalti. Le facciate dei principali palazzi (Palazzo Leopardi, Palazzo Aliprandi, Palazzo Margarita), si trovano gli stemmi nobiliari, alcuni situati anche all'interno delle chiese, nelle cappelle delle famiglie della città.
Fu rinvenuta sulla Circonvallazione Aldo Moro negli anni '90 un dromos, trattasi di una tomba del II secolo a.C.: un dromos che forniva l'accesso al sepolcro vero e proprio sotterraneo. La tomba testimonia i forti contatti dei Vestini con le popolazioni elleniche, dato lo stile prezioso delle decorazioni, e l'architettura stessa della tomba a sepolcro sotterraneo, chiamato tholos

## I Rioni e monumenti

### Rione da Piazza

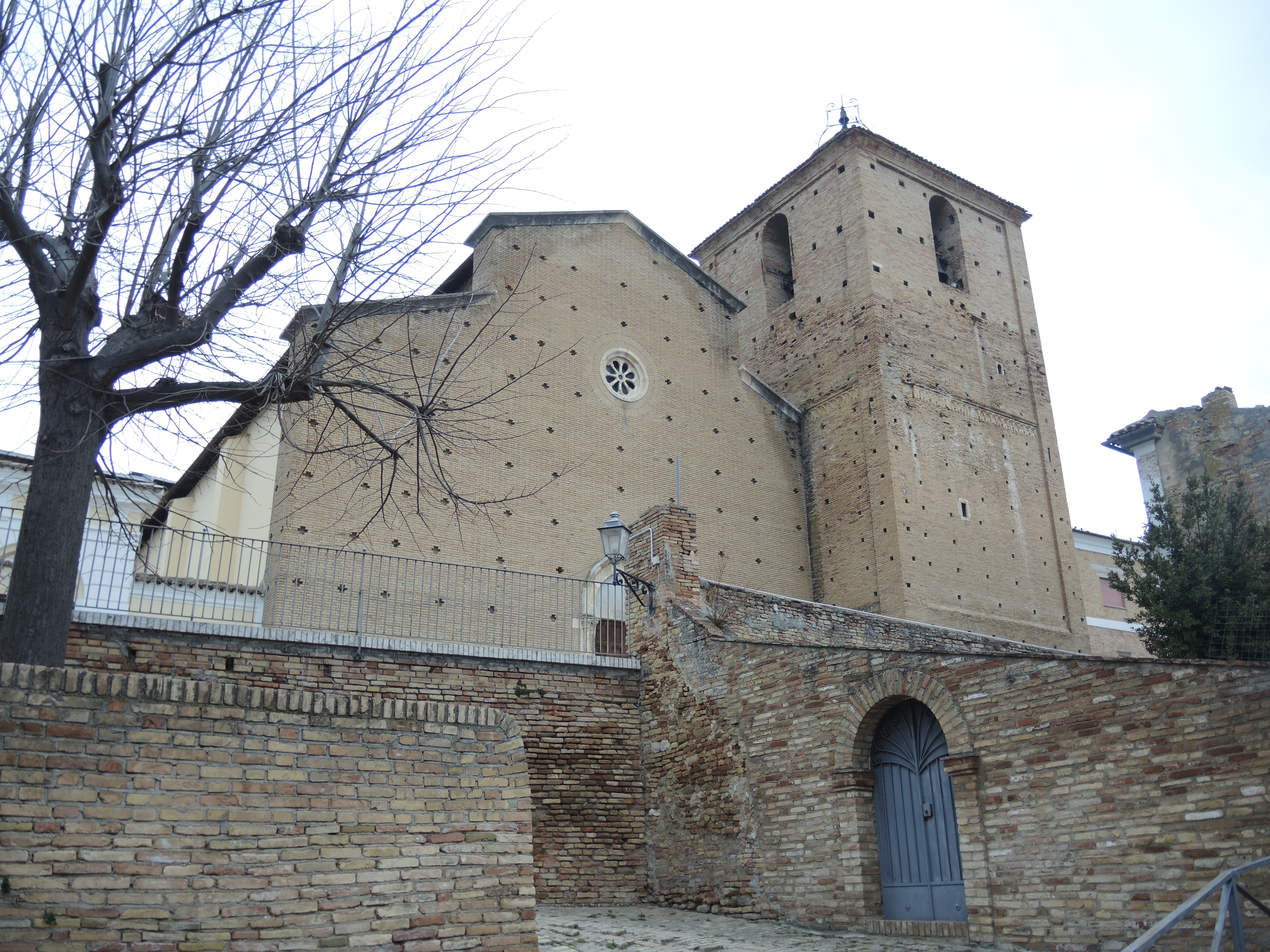
Prospetto del Duomo

Si trova nella parte centrale del Colle Sacro, e racchiude le strade di via Leopardi, Piazza Duomo, via Sant'Agostino, Lungo costa Sant'Agostino, salita Civitavecchia. Lo stemma del rione è uno scudo a sfondo d'argento con tre colli alla base in colore verde, sovrastati da una grande croce, simbolo del Duomo sopra l'altura, edificato sopra un tempio pagano.

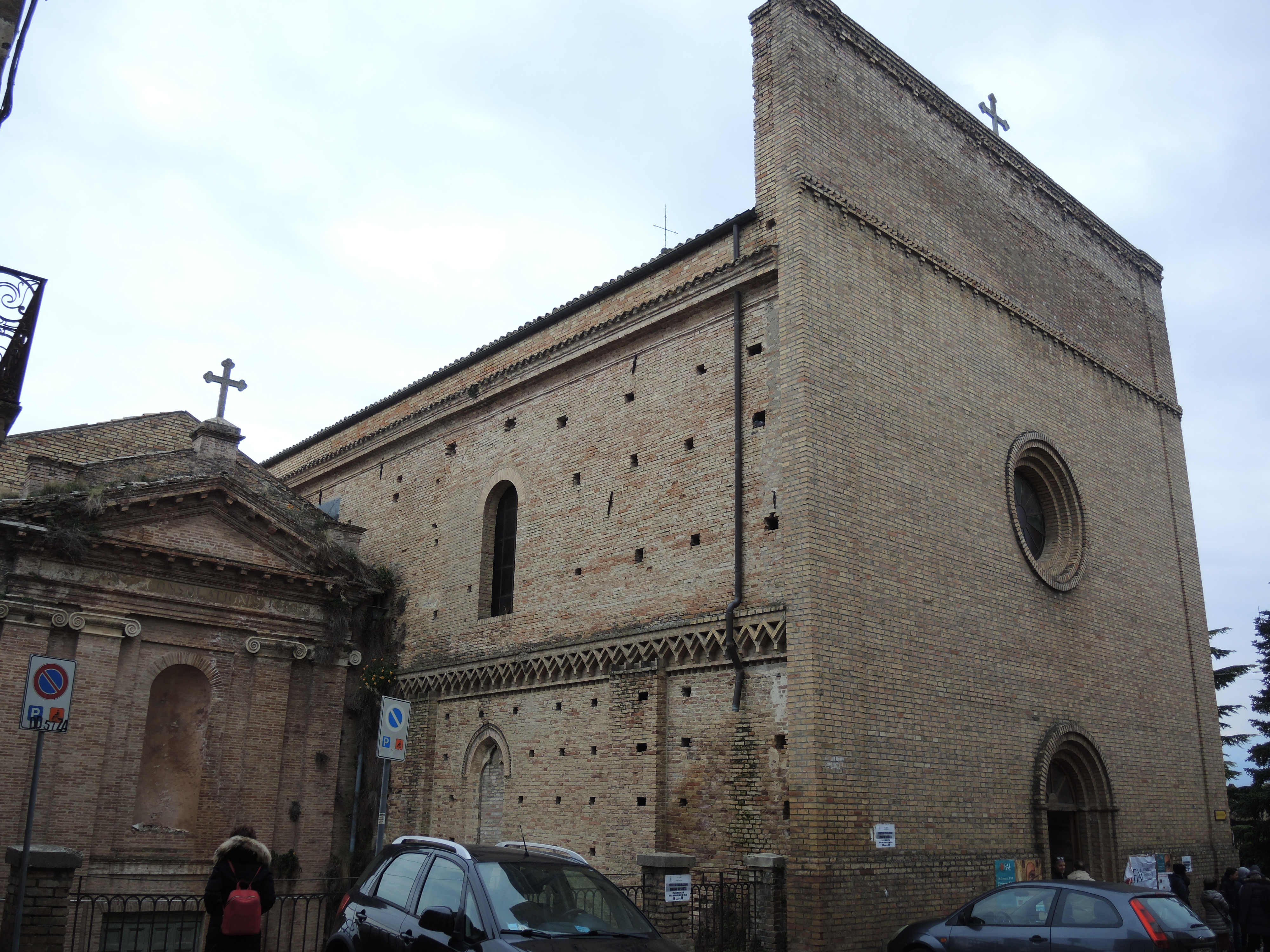
Facciata della chiesa di Sant'Agostino

Il rione dunque si snoda attorno al sagrato del Duomo di San Massimo, il cui largo antistante era detto "Platea"; comprendeva anche l'area dell'ex parrocchia di Santa Marina. L'arx antica culminava con la imponente torre del Duomo, accessibile dalle rampe e dalle coste di Sant'Agostino, dal nome della chiesa (già via di Sotto, e via Muzio Pansa (via di Sopra). Lungo i palazzi signorili (tra cui si ricorda quello di Giovanni Leopardi), vi sono le torri, la meglio conservata non essendo completamente inglobata tra le case è la Torre Normanna presso la strada della chiesa di San Nicola di Bari a Porta San Francesco. In questa parte si trovava anche la chiesa di Santa Marina, ridotta a rudere e demolita nel 1971. I monumenti sono
- Duomo di San Massimo e Santa Maria degli Angeli - Piazza Duomo
- Palazzo vescovile e Museo diocesano - Piazza Duomo
- Chiesa di Sant'Agostino - via Sant'Agostino
- Palazzo Leopardi - via G. Leopardi
- Palazzo Ferdinando Castiglione - via G. Leopardi
- Palazzo Abati - via M. Pansa
- Palazzo Sigismondo De Sanctis - via Roma
- Palazzo del Bono - via Leopardi, via Roma (parte bassa)
- Palazzo Tucci - salita Ronzi, presso Sant'Agostino

### Rione San Paolo
Abbraccia via Sant'Agostino, vico Critica, via Muzio Pansa, via Gaudiosi, via Armeni, vico Generale, via san Panfilo. Lo stemma è uno scudo nero con la presenza di una chiesa dalla svettante torre (quella di San Paolo) e in alto a sinistra un riquadro piccolo ritraente un paesaggio.
Il rione si trova sotto via Sant'Agostino, e si estende a sud sino alle mura, fino alla salita Civitavecchia. La cinta muraria in alcuni tratti ha conservato il camminamento interno a grotte con balaustra di arcate a tutto sesto. Il nome deriva dalla chiesa di San Paolo, già scomparsa nel XVIII secolo. Da quest'epoca in poi iniziò a chiamarsi "san Panfilo" per la chiesa esistente, detta anche santuario della Madonna della Libera per la presenza di questa confraternita. I monumenti sono:
- Porta Marzia (demolita nel 1949) - accesso situato all'inizio di via San Panfilo, presso la chiesa
- Palazzo De Caesaris con torretta - Largo San Panfilo
- Portello Marzio - vico de Crollis
- Chiesa di San Panfilo[non chiaro] o Santuario della Madonna della Libera - Largo San Panfilo
- Palazzo Vestini - via Pansa-via Discesa del Polipo, coevo di Palazzo del Bono

### Rione San Comizio
Occupa la parte centro-occidentale di Penne, delimitato dal Corso E. Alessandrini, strada Pultone, salita Annunziata, via San Comizio, Largo San Giovanni, via Roma, via Bernardo Castiglione. Lo stemma è uno scudo a sfondo argentato, tagliato diagonalmente da striscia rossa, con a destra la figura di un monaco dell'Ordine Gerosolimitano dei Cavalieri di Malta e a sinistra una bandiera a sfondo verde con pallino giallo, stilizzazione dello stemma dei Cavalieri Templari.

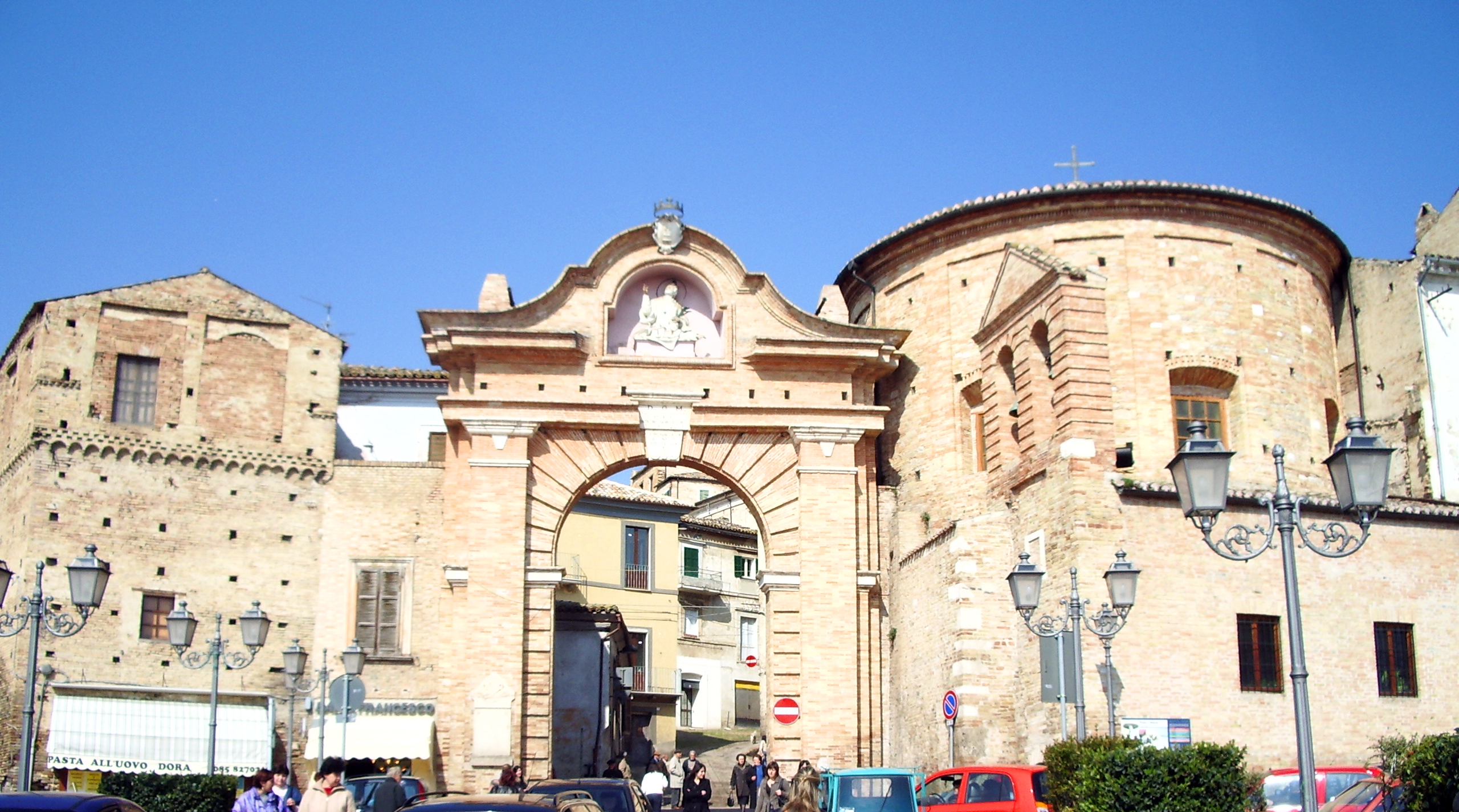
Porta San Francesco: ingresso al rione San Comizio

Il rione è compreso entro il tratto di mura da Porta dei Conci a Porta San Nicola (o di San Francesco). Via Pultone, via Solario, sono parallele ma comunicanti, penetrando nel nucleo centrale del quartiere, che sorge sopra uno sperone tufaceo. Ridotto a semplice varco è il Portello San Comizio, notevole un torrione poligonale ancora in piedi, che copre un'ala del Palazzo Coletti. Le chiese sono San Comizio (sconsacrata, ma è ancora leggibile l'impianto col campanile), San Nicola di Bari e l'ex monastero di San Giovanni Battista dei Templari. Di interesse i palazzi Teseo-Castiglione (del XIV secolo, ma rifatto nella facciata tardo barocca nel XVIII secolo), il Prospero Rosa (XVII sec) e del Capitano Regio (XIV secolo), appartenuto poi ai De Caesaris, di cui si conserva la rinascimentale Loggia Carbonara, usata dallo stesso Clemente per le riunioni antiborboniche.
La linea di confine di San Comizio con Rione di Mezzo è data da Porta dei Conci, e finisce sulla rampa della chiesa dell'Annunziata, dopo i Portici Salconio del corso. Di fronte al vicolo dei Nobili c'era una catena per impedire di notte l'accesso agli uomini a cavallo. Sorge ai piedi del Colle Sacro, che divideva il centro in due realtà, con la parte di Castello. Più sopra c'è il Rione di Mezzo con Piazza Luca da Penne e il complesso dei Domenicani, affiancato al nuovo Municipio. La Piazza dei Martiri Pennesi in epoca passata era l'orto privato dei Domenicani, circoscritto da botteghe; le mura con le torri laterali si sono conservate sul lato della Circonvallazione, le porte si trovano a cavallo dei confini. Per l'edilizia civile si annoverano il Cortile di vico Caponetti, Palazzo Leopardi posto a confine del Colle Sacro, il Palazzo Gaudiosi e quello del Principe Caracciolo, già De Simone, col portale rinascimentale.
Monumenti:
- Ex chiesa di San Comizio - Largo San Comizio
- Chiesa dell'Annunziata - salita Annunziata, Corso Alessandrini
- Ex monastero delle Suore Gerosolimitane di San Giovani Battista - Largo San Giovanni
- Portici Salconio - Corso Alessandrini
- Palazzo del Capitano - via Roma (elegante struttura del XIV secolo, rifatta nel 1697, con loggiato interno)
- Palazzo Prospero-Rosa Carassai - Corso Alessandrini (facciata neoclassica del 1892)
- Porta dei Conci o dei Ferrari - imbocco al Corso Alessandrini da vico Catena
- Palazzo Teseo-Castiglione - Largo San Nicola (uno dei palazzi più monumentali e artistici di Penne con facciata del 1776 e orologio civico realizzato 6 anni prima da Antonio Papa)
- Chiesa di San Nicola di Bari - Largo San Nicola, chiesa a pianta circolare del XIX secolo presso Porta San Francesco
- Porta San Francesco - viale San Francesco: accesso principale alla città provenendo da sud. La più monumentale (XIX secolo) delle porte di Penne

### Rione da Capo

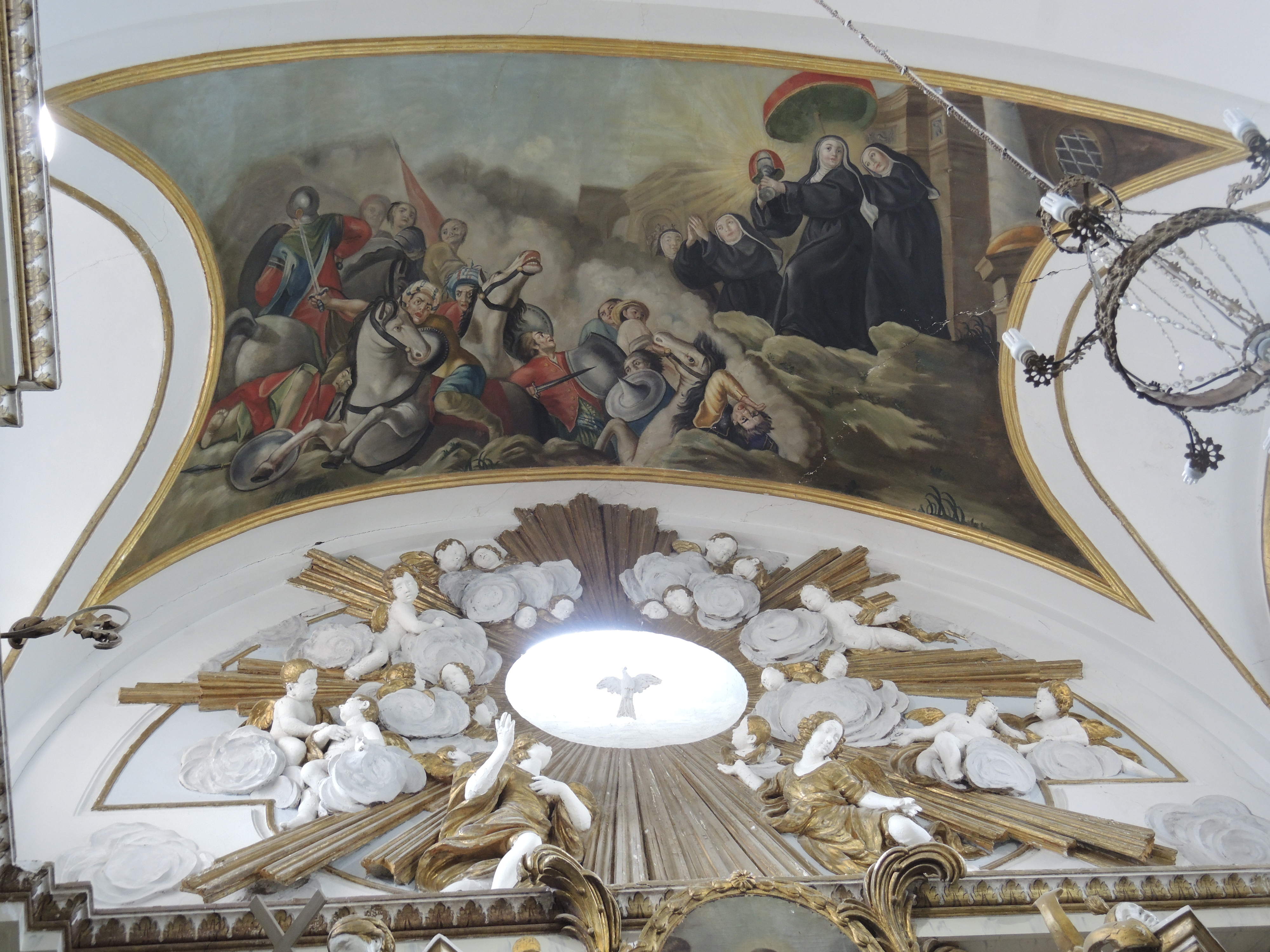
Volta affrescata del presbiterio della chiesa di Santa Chiara

Si tratta della parte più a nord di Penne, presso Colle Castello. Delimitato da Piazza Santa Croce, via Santa Chiara e piazzale, via Angelica, salita Castello, salita Orti, vico Niccola Palma, vico De Sanctis, Corso dei Vestini nord. Lo stemma è uno scudo diviso in due, in alto un sole su sfondo rosso e in basso una torre, quella del castello, posta tra due stelle laterali, entro sfondo argenteo. Le stelle sono quelle della famiglia degli Scorpioni.
Il quartiere è diviso a sud dal Rione di Mezzo, per una strozzatura lungo la quale corre il confine del Corso dei Vestini. La parte più alta ha la caratteristica forma del bosco a spina di pesce (via salita castello), che portava alla fortezza oggi scomparsa. Il sistema viario è "a polipo", e ricorda quello del Codacchio, tratti di mura sono visibili in via Giovanni d'Alfonso (XV secolo) in via Battaglione degli Alpini L'Aquila, e qui si apre Porta da Capo (o di Sant'Erasmo), presso la chiesa cappella di Santa Croce. I monumenti principali sono:
- Chiesa di Santa Croce (già Sant'Erasmo del XIV secolo) - Piazzale Porta Santa Croce
- Chiesa e convento di Santa Chiara d'Assisi - via Santa Chiara, chiesa del XIII secolo, rifatta nel 1523 e poi nel XVII secolo da G.B. Gianni
- Chiesa e monastero di San Ciro - corso dei Vestini
- Palazzo Margarita d'Austria-Scorpione - Corso dei Vestini
- Palazzo De Dura - Corso dei Vestini
- Palazzo De Paschiniis - Corso dei Vestini

### Rione di Mezzo
Occupa la parte centrale del Corso dei Vestini, scendendo verso Rione da Piedi mediante vico del Forno, vico Vestini, via Tre Re, via Giovanni d'Alfonso (circonvallazione occidentale), e Corso Martiri Pennesi, dove si trova anche lo slargo XX Settembre con il monumento ai Martiri del 1837, che segna il limite di confine tra i due rioni.

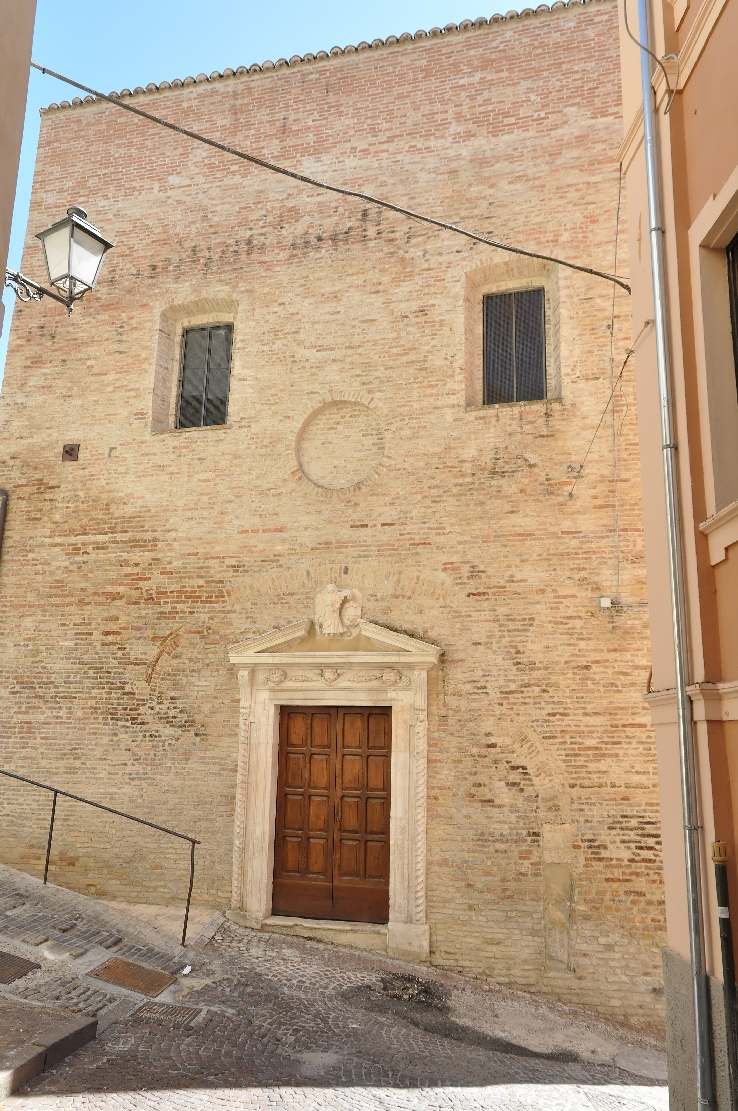
Prospetto della Collegiata di San Giovanni Evangelista

Detto anticamente "rione San Giovanni", è separato dal quartiere sottostante anche mediante Porta della Ringa, che si trova al limite di questi due quartiere ad ovest, lungo Viale Ringa. La porta faceva parte della cinta muraria, ma l'attuale è frutto di una ricostruzione a carattere monumentale neoclassico del 1852. Altre porte di separazione sono il Portello San Domenico, accessibile da Piazza Luca da Penne, e qui v'erano le ultime case della Civitas Novellae Pinnae, al di sotto della quale c'era il Casale, citato sino dal 1195, il quartiere di fondazione longobarda.

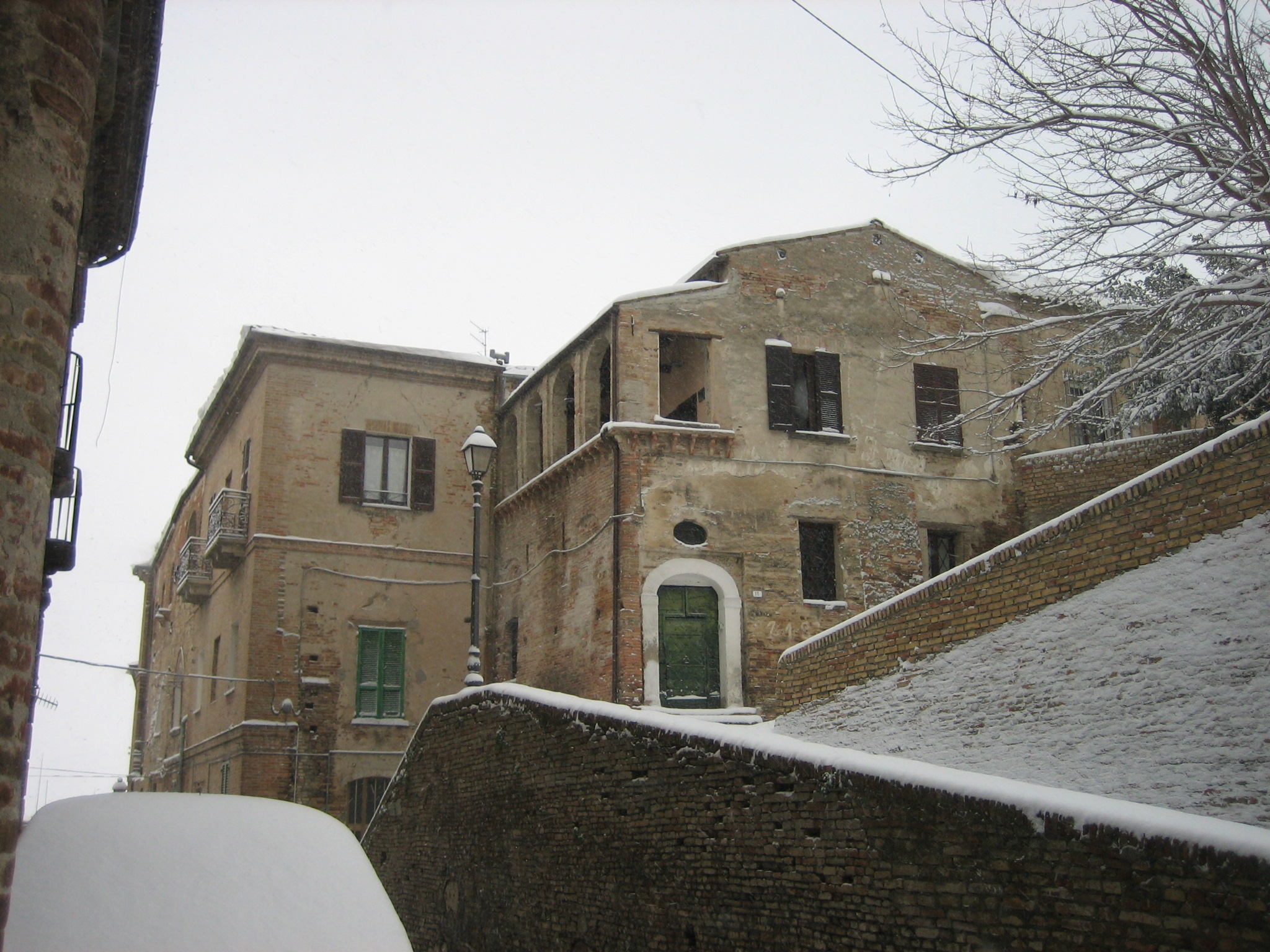
Palazzo dei Vestini

Nel rione si trovano il Largo di San Giovanni Evangelista con la chiesa collegiata e l'ex convento, oggi Istituto tecnico "G. Marconi", che costituisce il fulcro della porzione storica, e il punto di convergenza con gli altri rioni sottostanti. Altre strutture di interesse sono il Palazzo Aliprandi con la cappella di Sant'Antonio di Padova, e il Palazzo del Giustiziere del XV secolo.
- Chiesa collegiata di San Giovanni Evangelista - vico Mandrocchia
- Palazzo Aliprandi De Sterlich e chiesa di Sant'Antonio - Corso dei Vestini
- Palazzo di Giulio Scorpione - Corso dei Vestini
- Palazzo De Paschiniis o del Giustiziere - al confine con Porta da Capo - corso dei Vestini
- Porta dell'Aringo - viale Ringa

### Rione da Piedi

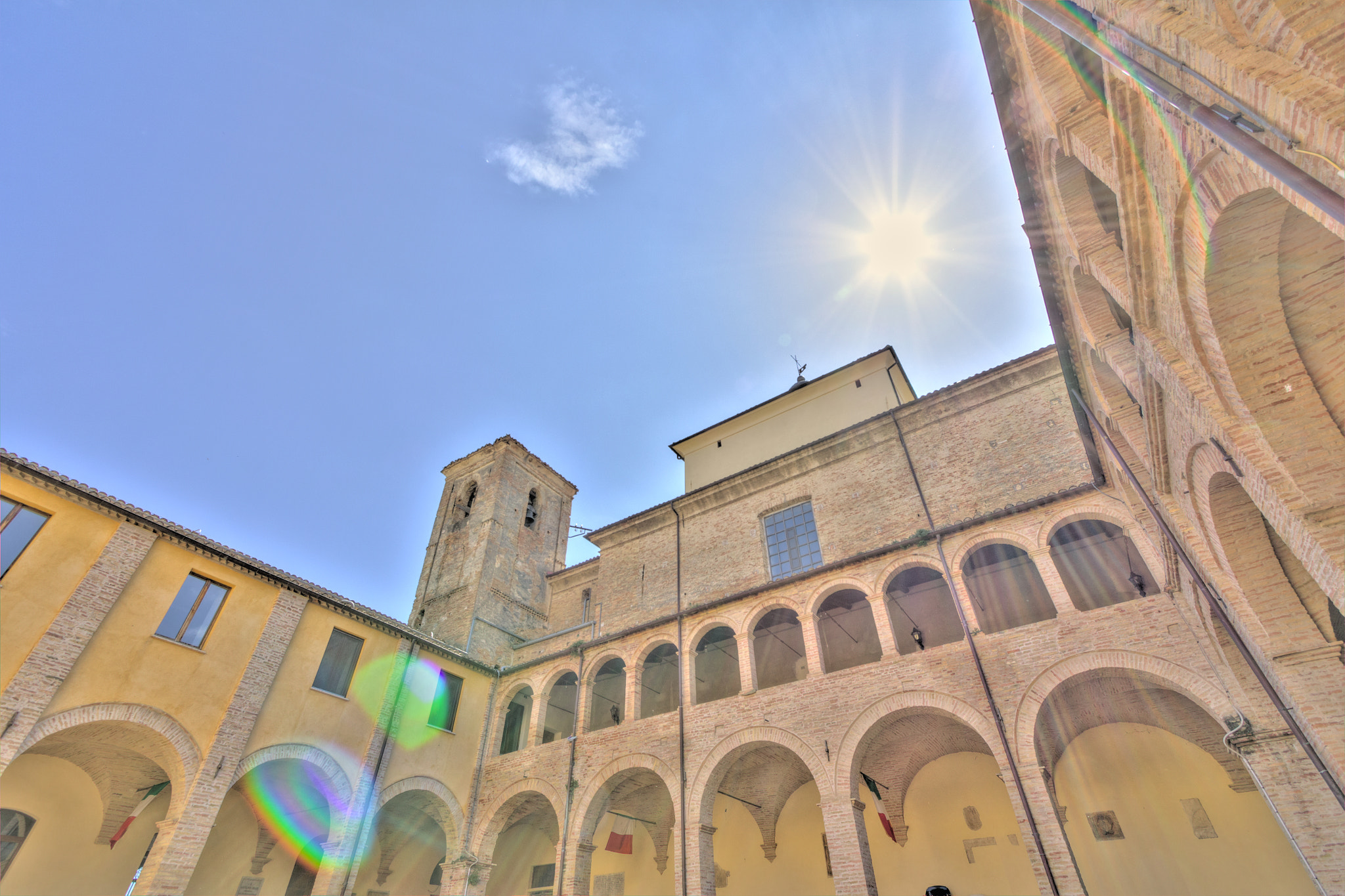
Chiostro del convento di San Domenico

È la parte centrale di Penne, abbracciato da Piazza Luca da Penne, mentre in origine era il luogo di confine tra le città del Colle Sacro e del Castello. Attraversato da via De Sterlich, via Dante, vico Catena, lo sbocco del Corso Alessandrini sulla piazza, ha lo stemma a scudo diviso in due, in alto ha sfondo nero e una croce dell'Ordine dei Domenicani, in basso tre palle, simbolo del dominio Mediceo e di Margherita d'Austria, racchiuse in uno sfondo rosso.
Il rione è l'antico Casale longobardo, che nel 1168 contava appena 132 abitanti, e che il vescovo del Colle Sacro teneva in potere. L'attuale piazza era il largo del mercato, e nello sviluppo nei secoli andò a lambire il Portello San Domenico con la Civita Nuova, fino a fondersi, nel territorio parrocchiale di San Giovanni Evangelista. Ciò era già avvenuto nel XV secolo, quando il sobborgo era detto "ai Piedi di San Giovanni". Il rione è quello che ha subìto maggiormente i danni della seconda guerra mondiale, poiché nel bombardamento del 1943 vennero perduti il teatro civico attaccato alla chiesa di San Domenico, il suo campanile, e il palazzo comunale, rifatto in uno stile più moderno.
- Piazza XX Settembre con il monumento ai Martiri del 1837
- Chiesa e convento di San Domenico - Piazza Luca da Penne
- Palazzo Gaudiosi - Piazza Luca da Penne
- Ex monastero di San Giovanni Evangelista - Corso Martiri Pennesi
- Palazzo Simeone Caracciolo - vicolo Catena (elegante struttura del XVI secolo costruita sopra una preesistente, di cui si conserva il portale di accesso ad arco ogivale. Interno ha chiostro barocco)
- Palazzo Stefanucci e torre merlata - Piazza Fontemenente
- Portello San Domenico - Corso dei Vestini, Piazza Luca da Penne

## Strade e piazze maggiori

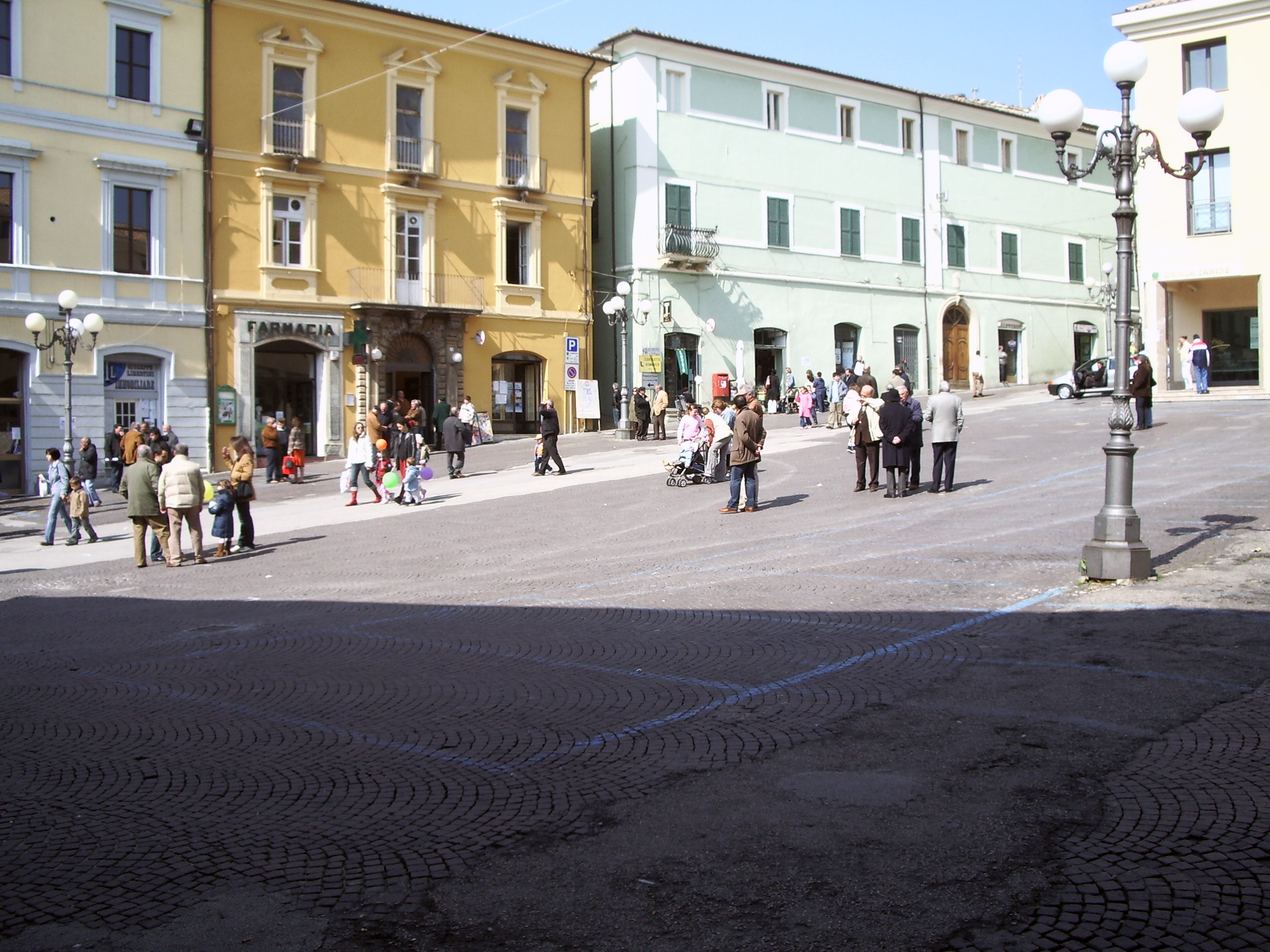
Piazza Luca da Penne

- Piazza Luca da Penne: centrale, con il Municipio e la chiesa conventuale di San Domenico
- Corso Martiri Pennesi: parte a nord-ovest, unisce Rione di Mezzo, Rione da Piedi e Rione da Capo, vi si trova l'ex monastero di San Giovanni Evangelista, oltre a Piazzetta XX Settembre
- Corso dei Vestini; stradone principale del quartiere Casale-Castello, che parte da Porta da Capo (o di Santa Croce), e raggiunge l'intersezione dl Corso Martiri Pennesi presso il sagrato della chiesa di San Giovanni Evangelista, arrivando poi a Piazza Luca da Penne.- Vi si affacciano vari palazzi storici (Palazzo Margarita, Scorpione, Casa del Giustiziere, complesso monastico di San Ciro)
- Corso Emilio Alessandrini: unisce da sud il rione San Comizio e il Rione San Panfilo col Colle Sacro. Parte da sud a Porta San Francesco, con la chiesa di San Nicola e il Palazzo Teseo Castiglione, e attraversa i Portici Salconio, il sagrato di San Giovanni Gerosolimitano e quello della chiesa dell'Annunziata.